# Сауд ибн Абд аль-Азиз Аль Рашид
Сауд ибн Абд аль-Азиз Аль Рашид (араб. سعود بن عبد العزيز الراشد‎; 1898—1920) — одиннадцатый правитель эмирата Джебель-Шаммар правивший с сентября 1908 по март 1920 года.

## Биография
Сауд родился в 1898 году. Ему было восемь лет когда его отец был убит в битве при Рафдан-Муханне в 1906 году. В декабре этого же года Султан ибн Хамуд аль Рашид и его братья убили трёх братьев Сауда. После убийства своих братьев Сауд вместе со своим дядей Хамудом ас-Сабханом бежали в Медину, однако в связи с убийством Сауда ибн Хамуда Аль Рашида в сентябре 1908 года он со своим дядей вернулся в Хаиль и стал новым эмиром.
Сауд прибыл в Хаиль в возрасте 10 лет. Он пришёл к власти под опекой своего дяди, Хамуда ас-Сабхана, который исполнял роль фактического правителя эмирата и после его смерти в 1909 году Замель взял на себя роль опекуна Сауда. В 1914 году опека над Саудом официально закончилась и бразды правления перешли к нему. Сауд принял решение вступить в союз с Османской империей в Первой мировой войне и позволил османским армиям использовать земли, принадлежащие Хаилю в северном Хиджазе, Леванте и южном Ираке. Аль-Сабах и Аль-Сауд заняли позицию при поддержке Великобритании после того, как подписали с ней соглашения о защите. Эмират под властью Сауда обрастал новыми территориями. Ибн Сауд много раз пытался разрушить эмират, когда он находился под властью Сауда, но все попытки терпели неудачу. Джабал Шаммар стабилизировался, поскольку у населения эмирата был высокий моральный дух, и прибывала поддержка со стороны османов. В 1915 году произошла битва при Джаррабе Сауд Аль Рашид разгромил войско саудитов. Он также смог вернуть город Эль-Джауф и присоединить его к своему государству. Битва при Аджумайме произошла в 1910 году, когда силы 12-летнего Сауда победили Алруулу и Унайзу. Ему удалось утвердить свою власть над Хаилем под опекой Ас-Сабхана. В том же году Алсадун попросил поддержки у молодого эмира против Дома Сабаха в битве при Хайде, где силам Сауда и Алсадуна удалось победить Сабах, хотя у них была поддержка Ибн Сауда . В 1916 году Сауд сражался в битве при Абу-Аджадже, где разгромил войско Альшфаира и Альбудора.

## Смерть
Сауд был убит своим двоюродным братом Абдаллахом ибн Талалом аль-Рашидом в марте 1920 года. В свою очередь Абдаллаха убил один из слуг эмира. Новым эмиром стал Абдаллах ибн Митаб Аль Рашид.
Убийство произошло недалеко от Хаиля когда Сауд со своими слугами охотился. После его смерти одна из его вдов повторно вышла замуж за Ибн Сауда: Фахда бинт Аси бин Шурайм Аль-Шаммари из секции Абда племени Шаммар стала его девятой женой ибн Сауда и матерью короля Саудовской Аравии Абдуллы .